# Imię pośmiertne
Imię pośmiertne (chiń. trad. 諡號/謚號, upr. 谥号, pinyin shì hào; jap. 諡号 shigō lub okurigō, a także 追号 tsuigō; kor. siho; wietn. thụy hiệu) – honorowe imię przyznawane zmarłym władcom lub innym, zasłużonym osobom (np. mnichom) na Dalekim Wschodzie. Pod tym imieniem występują oni często w źródłach historycznych. Symbolizuje ono nowy okres bytowania, mianowicie - życie pozagrobowe. Imiona pośmiertne przyjmowali władcy Chin, Korei i Wietnamu. Zwyczaj ten nadal obowiązuje w cesarskim rodzie w Japonii. Po śmierci cesarz otrzymuje imię ery, która była okresem jego panowania.
W Chinach, Japonii i Wietnamie imię pośmiertne przyznawano także osobom zasłużonym, nawet jeśli nie były one spokrewnione z panującymi, np. filozofom, mnichom, urzędnikom czy generałom. 
W Japonii imię pośmiertne cesarza zaczęło funkcjonować od drugiej połowy VIII wieku. Wtedy też dokomponowano imiona pośmiertne wcześniejszym monarchom. Autorstwo tych imion przypisuje się Mifune Ōmi.
Imienia pośmiertnego nie należy mylić z erą panowania, ani z imieniem świątynnym.